# Nicolaevca, Glodeni
Nicolaevca este un sat din componența comunei Danu din raionul Glodeni, Republica Moldova.

## Demografie
Conform recensământului populației din 2004, satul Nicolaevca avea 336 de locuitori: 307 ucraineni, 16 ruși, 12 moldoveni/români și 1 persoană cu etnie nedeclarată.